# Jérémy Florès
Jeremy Flores (Reunião, 27 de abril de 1988) é um surfista profissional francês que está na ASP World Tour.

## Carreira
Jeremy Flores começou a surfar aos 3 anos e aprimorou seu surfe em viagens com a família para a Europa, Havaí e Austrália e mesmo assim continuou seus estudos. Ele se tornou um surfista profissional em 2007 e no mesmo ano ganhou o prêmio de Rookie of the Year da ASP. Em 2010, ele ganhou o Billabong Pipe Masters, um dos torneios mais importantes do surfe e em 2015 ganhou do Gabriel Medina na final do Billabong Pro Tahiti com 16.57 na pontuação total.

## Títulos
| Vitórias no ASP World Tour |                        |                       |                    |
| Ano                        | Evento                 | Local                 | País               |
| 2010                       | Billabong Pipe Masters | Banzai Pipeline, Oahu | Havaí              |
| 2015                       | Billabong Pro Tahiti   | Teahupoo, Taiti       | Polinésia Francesa |
| 2017                       | Billabong Pipe Masters | Banzai Pipeline, Oahu | Havaí              |